# Scatopsciara longispina
Scatopsciara longispina är en tvåvingeart som beskrevs av Werner Mohrig och Nina Krivosheina 1983. Scatopsciara longispina ingår i släktet Scatopsciara och familjen sorgmyggor. Inga underarter finns listade i Catalogue of Life.